# Lohrmann-Institut

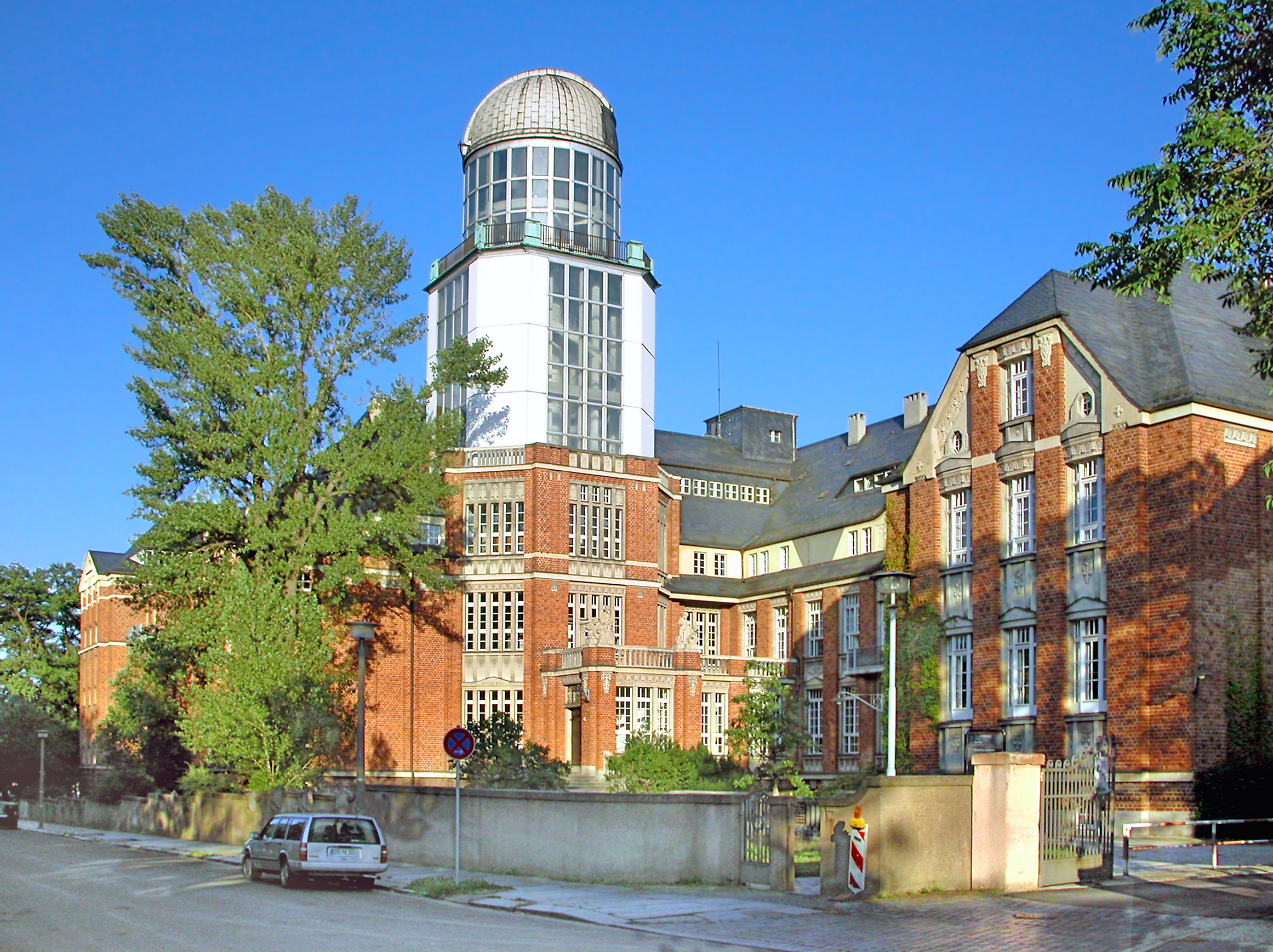
Lohrmann-Observatorium im Beyer-Bau

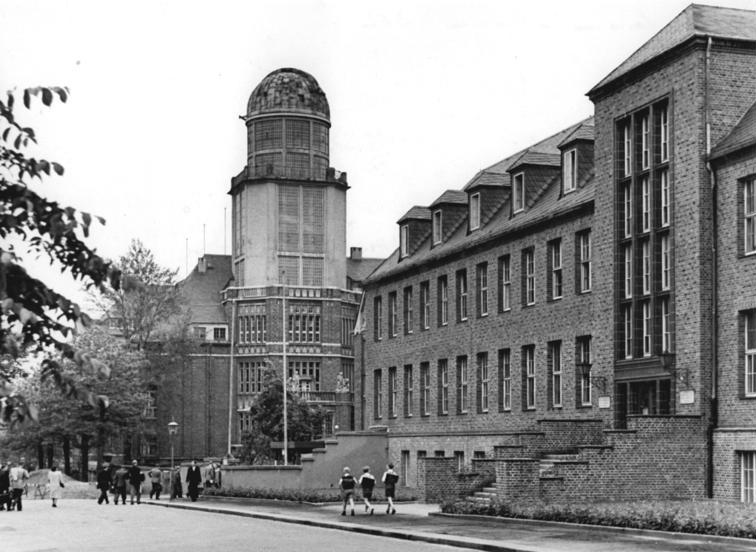
Das Lohrmann-Observatorium im Jahre 1953

Das Lohrmann-Institut für Geodätische Astronomie  war ein nach dem deutschen Geodäten und Astronomen Wilhelm Gotthelf Lohrmann (1796–1840) benanntes Institut der Technischen Universität Dresden, das 1961 gegründet wurde. Seit der Abschaffung der Institute im Jahr 1968 wird es als Lohrmann-Observatorium bezeichnet und ist gleichzeitig die Professur für Astronomie der TU Dresden. Seine Schwerpunkte sind die Geodätische Astronomie, die Himmelsmechanik und die Astrometrie.
Die Ordinarien des Instituts waren:
- 1956–1975 Hans-Ullrich Sandig (Lehrstuhl für Geodätische Astronomie)
  - 1961 Gründung des Lohrmann-Instituts für Geodätische Astronomie
- 1975–1995 Klaus-Günter Steinert
  - 1975 Inbetriebnahme eines Astrografen in der Außenstelle Gönnsdorf
- 1995–2019 Michael Soffel aus Tübingen, nun Professur für Astronomie
- seit 2019 Sergei Klioner, Arbeitsgruppe Astronomie

Teil des 1913 errichteten Beyer-Baus am Rand des Campus ist ein markanter Observatoriumsturm, der eine etwa 40 Meter über dem Straßenniveau befindliche Sternwartenkuppel hat. Das Hauptinstrument ist ein  30 cm Heyde-Refraktor. Im Sternwartenturm ist auch eine Sammlung historischer astronomisch-geodätischer Instrumente untergebracht.
Der Namensgeber Wilhelm Gotthelf Lohrmann war auch der Mitbegründer und Vorsteher der Technischen Bildungsanstalt (1828), des Vorläufers der heutigen TU Dresden. Das Observatorium hat bei der Internationalen Astronomischen Union (IAU) den Sternwarten-Code 040.
Aufgrund der ungünstigen städtischen Beobachtungsbedingungen wurde schrittweise ab den 1960er Jahren eine Außenstelle in Gönnsdorf aufgebaut. Im Jahr 2007 konnte die neue Sternwarte auf dem Triebenberg in Betrieb genommen werden. Der Außenstelle Triebenberg war der Sternwarten-Code C01 zugeordnet. Hauptinstrument war dort ein automatisches 60-cm-Newton-Teleskop mit einem peltier-gekühlten, 16-Megapixel-CCD-Detektor. Visuelle Beobachtungen waren mit diesem Aufbau nicht möglich. Dafür war weiterhin die Stadtsternwarte vorgesehen.
Hauptsächlich wurde an der Triebenberg-Sternwarte die Positionsbestimmung von Asteroiden und Transit-Photometrie von Exoplaneten betrieben.
Im Herbst 2017 wurde die Außenstelle Triebenberg geschlossen und damit auch die Sternwarte.